# Afrocanthium keniense
Afrocanthium keniense är en måreväxtart som först beskrevs av Arthur Allman Bullock, och fick sitt nu gällande namn av Henrik Lantz. Afrocanthium keniense ingår i släktet Afrocanthium och familjen måreväxter. IUCN kategoriserar arten globalt som sårbar.
Artens utbredningsområde är Kenya. Inga underarter finns listade i Catalogue of Life.